# Härmtrastar
Härmtrastar (Mimidae) är en amerikansk familj med tättingar. Som deras vetenskapliga namn antyder är dessa fåglar mycket vokala och speciellt vissa arter är mycket skickliga härmare. Familjen omfattar fler än 30 arter som placeras i två större och ett tiotal mindre, eller monotypiska, släkten. Tidigare placerades arten donakobius (Donacobius atricapilla) inom familjen men den placeras numera i den egna familjen Donacobiidae inom överfamiljen Sylvioidea. Härmtrastarna spelade minst en lika stor roll som darwinfinkarna som inspiration för Darwins arbete med teorin kring evolutionen.

## Utseende
Arterna inom familjen tenderar att vara matt gråa eller bruna, men några är svarta eller blågråa, och många har röda, gula eller vita irisar. De varierar i storlek från 20 till 33 centimeter på längden och väger mellan 36 och 56 gram.. Många har en trastliknande teckning, med brunt på ovansidan och ljus, med streck och fläckar, på undersidan. De har i allmänhet längre stjärt än trastarna, eller de större gärdsmygarna, som de också påminner om. De har också en lång näbb som hos många av arterna är nedåtböjd och de har, för att vara tättingar, långa ben.

## Ekologi

### Föda och biotop
Många arter födosöker hoppande på marken i undervegetation på jakt efter leddjur och frukt. Deras habitat varierar från undervegetation i skogsbiotoper till buskmark, höglänt gräsmark och ökenområden. De två enda arterna i släktet Cinclocerthia skiljer sig genom att förekomma i regnskog i Små Antillerna, och av dessa är brun darrhärmtrast (Cinclocerthia ruficauda) otypisk då den födosöker klättrande utefter trädstammar.

### Häckning
Alla arter inom den familj som studerats bygger slarvigt hopsamlade bon av kvistar direkt på marken eller upp till två meter över marken. De lägger vanligtvis två till fem ägg som ruvas i tolv till 13 dagar, och ungarna blir flygga efter lika många dagar. Häckningssäsongen börjar ofta om våren eller i början av regnperioden och flera arter kan lägga två eller fler kullar per år. Största orsaken till misslyckad häckning är predation. Paren håller ofta ihop under mer än en häckningssäsong.

## Systematik
Fylogenetiska studier har visat att härmtrastarna är närbesläktade med stararna. Tillsammans med oxhackarna, strömstararna, trastarna och flugsnapparna utgör de gruppen Muscicapoidea som förmodligen utvecklades under tidig miocen, för ungefär 20–25 miljoner år sedan, i Östasien.

### Släkten
Familjen kan delas in i två klader: en klad med framför allt centralamerikanska och västindiska arter från Melanotis till Cinclocerthia samt härmtrastarna i Toxostoma, Oreoscoptes och Mimus. Nedanstående lista med släkten och artantal följer AviList:
- Släkte Melanotis – 2 arter
- Släkte Melanoptila – svart kattfågel
- Släkte Dumetella – grå kattfågel
- Släkte Ramphocinclus – 2 arter
- Släkte Allenia – vattrad härmtrast
- Släkte Margarops – pärlögd härmtrast
- Släkte Cinclocerthia – 2 arter
- Släkte Toxostoma – 10 arter
- Släkte Oreoscoptes – malörtshärmtrast
- Släkte Mimus – 14 arter typiska härmtrastar, omfattar även de fyra arterna som tidigare placerades i släktet Nesomimus